# Samambaia (District fédéral)
Pour l’article homonyme, voir Terminal Samambaia.
Samambaia est une région administrative du District fédéral au Brésil.